# Argyrīs Pedoulakīs
Argyrīs Pedoulakīs (in greco Αργύρης Πεδουλάκης?; Atene, 26 maggio 1964) è un ex cestista, allenatore di pallacanestro e dirigente sportivo greco.

## Carriera
Tutta la sua carriera da giocatore e da allenatore si è svolta in Grecia. Nel 2012 diventa capo allenatore del Panathinaikos.
Con la Grecia ha disputato i Campionati mondiali del 1986.

## Palmarès

### Allenatore

#### Squadra
- Campionato greco: 1

Panathinaikos: 2012-13
- Coppa di Grecia: 2

Panathinaikos:	2012-13, 2013-14

#### Individuale
- A1 Ethniki allenatore dell'anno: 3

Peristeri: 2000-01, 2002-03
Panathinaikos: 2012-13